# Alex Miller
Alex Miller (født 4. juli 1949) er en tidligere skotsk fodboldspiller og træner.
Han har spillet for flere forskellige klubber i sin karriere, herunder Rangers.